# Jerome Charyn
 (décembre 2018).
Œuvres principales
- Darlin' Bill

Jerome Charyn, né le 13 mai 1937 dans le Bronx à New York (États-Unis), est un romancier américain, et scénariste de bande dessinée.

## Biographie
Auteur d'une cinquantaine d'œuvres (romans, romans policiers, nouvelles, bandes dessinées en collaboration, essais biographiques, textes autobiographiques, ouvrages sur la culture américaine, ouvrages sur New York…), Charyn s’est bâti au fil du temps la réputation d’un écrivain prolifique et imaginatif. Michael Chabon le décrit comme étant « l’un des plus importants écrivains de la littérature américaine ». Le New York Newsday dépeint Charyn comme « un Balzac américain contemporain » et le Los Angeles Times le décrit comme étant « d’entre tous les écrivains américains, absolument unique ».
Charyn est né en 1937, d'un père d'origine polonaise et d'une mère d'origine biélorusse ayant tous les deux émigré aux États-Unis dans les années 1920. Son enfance se déroule dans les quartiers pauvres du Bronx, et Charyn grandit sous la protection de son frère aîné, Harvey, qui deviendra plus tard inspecteur de police à la brigade criminelle de Manhattan et lui servira de guide pour pénétrer le monde du crime new-yorkais qu'il placera au cœur de ses romans policiers.
il fait des études de littérature comparée à l'université de Columbia, à New York, et en sort diplômé avec mention. Il publie ses premières nouvelles dans des magazines dès 1963, et son premier roman en 1964 tout en occupant divers postes d'enseignant dans des universités américaines parmi les plus prestigieuses (City University of New York, Stanford ou Princeton notamment). En 1971, il publie Eisenhower, my Eisenhower, son septième roman dont il a souvent dit qu'il lui a permis de trouver sa voie. Mais c'est en 1974 qu'il connaît un succès public avec la publication de Blue Eyes, son premier roman policier : si le commissaire Isaac Sidel n'y occupe encore qu'un rôle secondaire, les onze volumes qui suivront développeront le personnage au fil d'une saga qui établit Charyn comme l'un des maîtres du genre. On dit qu'il fut le dernier auteur publié par Marcel Duhamel dans la "Série Noire" de Gallimard. Sa popularité en France l'a conduit à y passer plusieurs mois par an pendant des années : enseignant le cinéma à The American University in Paris jusqu'en 2009, il a tenu une chronique dans Libération. Le Magazine pendant quelque temps.
Son œuvre protéiforme inclut des romans policiers mais aussi des romans historiques, des romans autobiographiques, de nombreux ouvrages sur l'histoire de New York (dont il est considéré comme l'un des spécialistes) ou sur la culture américaine (le cinéma, les gangsters…), plusieurs bandes dessinées écrites en collaboration avec des dessinateurs souvent européens, des essais biographiques et des textes autobiographiques dans lesquels il réinvente son enfance et sa jeunesse dans le Bronx.
Au fil de sa carrière, Charyn a été récipiendaire de nombreuses distinctions : pour son roman Darlin' Bill, publié en 1981, il reçoit par exemple le prix Rosenthal de l'Académie américaine des arts et des lettres. En 1986, il partage avec François Boucq le prix de la meilleure bande dessinée décerné par le Festival d'Angoulême pour La Femme du magicien, la première de leurs collaborations.
En 1996, il est fait officier des Arts et des Lettres par le ministre français de la Culture Philippe Douste-Blazy.
Il vit aujourd'hui à New York.
Son personnage Isaac Sidel, héros de plusieurs romans policiers, apparaît dans Des chrétiens et des maures de Daniel Pennac, un bref roman qui fait se croiser l'univers de Sidel et celui de la famille Malaussène. Charyn répondra à ce crossover par un autre récit court intitulé Appelez-moi Malaussène, publié dans Le Monde  en 1996..
Passionné par le baseball (il a consacré un essai biographique à Joe DiMaggio), Charyn est également un très bon joueur de tennis de table, un sport dont il raconte l'histoire avec passion dans Ping-pong (Sizzling Chops and Devilish Spins).
S'associant avec François Boucq, après La Femme du magicien (1981), Bouche du diable (1990) et Little Tulip (2014), il rédige la trame de New York Cannibals, paru en 2020. L'ouvrage fait partie de la sélection pour le grand prix de la critique 2021.

## Œuvres

### Romans policiers

#### SérieIsaac Sidel
- Zyeux bleus, Gallimard, coll. « Super noire no 77 », 1977 (Blue Eyes, 1975), trad. Michel Deutsch
- Marilyn la dingue, Gallimard, coll. « Super noire no 72 », 1977 ((en) Marilyn the Wild, 1976), trad. Rosine Fitzgerald
- Kermesse à Manhattan, Gallimard, coll. « Super noire no 81 », 1977 ((en) The Education of Patrick Silver, 1976), trad. Rosine Fitzgerald
- Le Ver et le Solitaire, Balland, 1979 ((en) Secret Isaac, 1978), trad. Daniel MaurocRéédité sous le titre Isaac le mystérieux aux Éditions du Seuil dans la collection Points en 1981

Ces quatre titres constituent ce que l'on appelle The Isaac Quartet (La tétralogie de Isaac), bien que le personnage revienne dans les romans suivants :
- Un bon flic, Denoël, coll. « Empreinte », 1991 ((en) The Good Policeman, 1990), trad. Marc Chénetier
- Les Filles de Maria, Denoël, coll. « Empreinte », 1994 ((en) Maria's Girls, 1992), trad. Marc Chénetier
- L'Homme de Montezuma, Denoël, coll. « Empreinte », 1997 ((en) Montezuma's Man, 1993), trad. Marc Chénetier
- Rue du Petit-Ange, Mercure de France, coll. « Bibliothèque étrangère », 2002 ((en) Little Angel Street, 1995), trad. Marc Chénetier
- El Bronx, Mercure de France, coll. « Bibliothèque étrangère », 2008 ((en) El Bronx, 1997), trad. Marc Chénetier
- Citizen Sidel, Mercure de France, coll. « Bibliothèque étrangère », 2010 ((en) Citizen Sidel, 1999), trad. Marc Chénetier
- Sous l'œil de Dieu, Mercure de France, coll. « Bibliothèque étrangère », 2012 ((en) Under the Eye of God, 2012), trad. Marc Chénetier
- Avis de grand froid, Payot & Rivages, coll. « Rivages/Noir. Grand format », 2020 ((en) Winter Warning, Pegasus Books, 2017), trad. Marc Chénetier

#### Autres romans policiers
- Appelez-moi Malaussène, EJL, coll. « Librio » no 379, 2000 ((en) Call Me Malaussene, 2000), trad. Marc Chénetier
- Frog, Stock, coll. « Nouveau cabinet cosmopolite », 1988 ((en) Paradise Man, 1987), trad. Marc Chénetier
- Elseneur, Denoël, coll. « Empreinte », 1992 ((en) Elsinore, 1991), trad. Marc Chénetier
- Mort d'un roi du tango, Mercure de France, coll. « Bibliothèque étrangère », 1999 ((en) Death of a Tango King, 1998), trad. Marc Chénetier

### Romans
- Il était une fois un Droshky[3], Denoël, 1996 ((en) Once upon a Droshky, 1964), trad. Marie-Pierre Bay
- (en) On the Darkening Green, 1965
- (en) Going to Jerusalem, 1967
- (en) American Scrapbook, 1969
- Cul bleu, Balland, 1981 ((en) Eisenhower, mon Eisenhower, 1971), trad. Daniel Mauroc
- (en) The Tar Baby, 1973
- Le Marin blanc du président, Ramsay, coll. « Mots », 1980 ((en) The Franklin Scare, 1977), trad. Brigitta Hessel
- (en) The Seventh Babe, 1979
- Poisson-chat, Seuil, 1982 ((en) The Catfish Man. À Conjured Life, 1980), trad. Daniel Mauroc
- Darling Bill : une histoire d'amour au Far West, Seuil, 1983 ((en) Darlin' Bill. À love story of the Wild West, 1980), trad. Daniel Mauroc
- Arnold, le geek de New York, 1980 (en collaboration avec Michel Martens, paru en feuilleton dans Libération) ; réédité en volume chez Gallimard sous le titre Le Geek de New York en 1995
- Panna Maria, Seuil, 1986 ((en) Panna Maria, 1982), trad. Bernard Geniès
- Le Nez de Pinocchio, Stock, coll. « Nouveau cabinet cosmopolite », 1990 ((en) Pinocchio's Nose, 1983), trad. Marc Chénetier
- Cris de guerre avenue C, Mercure de France, coll. « Bibliothèque étrangère », 2016 ((en) War Cries Over Avenue C, 1985), trad. Marc Chénetier
- (en) The Crimelover's Case Book, 1996
- Capitaine Kidd, Fayard, 1999 ((en) Captain Kidd, 1999), trad. Marc Chénetier
- (en) Hurricane Lady, 2001
- La Lanterne verte, Mercure de France, coll. « Bibliothèque étrangère », 2004 ((en) The Green Lantern: A Romance of Stalinist Russia, 2004), trad. Marc Chénetier
- Johnny Bel-Œil : Un conte de la Révolution américaine, Payot & Rivages, 2009 ((en) Johnny One-Eye: A Tale of the American Revolution, 2008), trad. Catherine Richard
- La Vie secrète d’Emily Dickinson, Payot & Rivages, 2013 ((en) The Secret Life of Emily Dickinson, 2010), trad. Marc Chénetier
- Jerzy Kosinski, Denoël, coll. « Et d'ailleurs », 2011 ((en) Jerzy Kosinski, 2011), trad. Bernard Hoepffner
- Moi, Abraham, Payot & Rivages, 2015 ((en) I Am Abraham: A Novel of Lincoln and the Civil War, 2014), trad. Catherine Richard-Mas
- Le Sergent Salinger, Payot & Rivages, 2023 ((en) Sergeant Salinger, Bellevue Literary Press, 2021, trad.  Isabelle D. Philippe

### Roman jeunesse
- Une petite histoire de guerre, Hachette jeunesse, coll. « Le livre de poche jeunesse no 428 », 1992 ((en) Back to Bataan, 1993), trad. Marie-Pierre Bay

### Recueils de nouvelles
- L'Homme qui rajeunissait, Éditions Complexe, coll. « L'heure furtive », 1993 ((en) The Man Who Grew Younger and Other Stories, 1967), trad. Anne Rabinovitch
- Bronx amer: Treize nouvelles, Mercure de France, coll. « Bibliothèque étrangère », 2014 ((en) Bitter Bronx: Thirteen Stories, 2015), trad. Marc Chénetier

### Bandes dessinées ou textes illustrés
- Les Frères Adamov, dessin de Jacques de Loustal, Casterman, 1986
- La Femme du magicien, dessin de François Boucq, Casterman 1986
- Bouche du diable, dessin de François Boucq, 1990
- Margot in Badtown, dessin de Massimiliano Frezzato, 1991
- Margot queen of the night, dessin de Massimiliano Frezzato, 1995
- Au nom de la famille, dessin de Joe Staton, 1995
- Bande à part, illustrations de Jean-Claude Denis, 1995
- Une romance, illustration de Jacques de Loustal, 1996
- Le Croc du serpent, dessin de José Muñoz, 1997
- Le Prince et Martin Moka, illustrations de Jacques de Loustal, Collection souris noire, Syros, 1998
- Madame Lambert, dessin d'Andreas Gefe, 1999[4]
- Princess Hannah, photographies d'Olivier Coulange, 1999
- Panna Maria, dessin de José Muñoz, 1999[5]
- White Sonya, dessin de Jacques de Loustal, 2000[6]
- Marilyn la dingue, dessin de Frédéric Rébéna, 2009
- Little Tulip, dessin de François Boucq, 2014
- New York Cannibals, dessin de François Boucq, 2020[7]

### Essais

#### Ouvrages sur la culture américaine
- Metropolis : I love New York, Presses de la Renaissance, 1987 ((en) Metropolis, 1986), trad. Bernard Geniès
- Movieland, Stock, 1990 ((en) Movieland, 1989), trad. Pierre Girard, avec la collaboration de Marie-Pierre Bay
- Du ventre de la bête : New York, illustrations de François Boucq, 1993
- Ping-pong ((en) Sizzling Chops and Devilish Spins, 2001), trad. Marc Chénetier
- C'était Broadway, Denoël, coll. « Et d'ailleurs », 2005 ((en) Gangsters and Gold Diggers. Old New York, the Jazz Age, and the Birth of Broadway, 2003), trad. Cécile Nelson
- New York aquarelles, illustrations de Fabrice Moireau, 2005

#### Ouvrages autobiographiques
- La Belle Ténébreuse de Biélorussie, Gallimard, coll. « Haute enfance », 1996 ((en) The Dark Lady from Belorusse, 1997), trad. Marc Chénetier
- Le Cygne noir, Gallimard, coll. « Haute enfance », 2000 ((en) The Black Swan, 2000), trad. Marc Chénetier
- Bronx boy, Gallimard, coll. « Haute enfance », 2000 ((en) Bronx Boy: A Memoir, 2004), trad. Marc Chénetier

Ces trois volumes constituent des récits d'enfance largement fictionnalisés.

#### Essais biographiques
- Hemingway : Portrait de l'artiste en guerrier blessé, Gallimard, coll. « Découvertes Gallimard/Littératures » no 371, 1999, trad. Cécile Bloc-Rodot
- Sténo sauvage - La vie et la mort d'Isaac Babel, Mercure de France, 2007 ((en) Savage Shorthand: The Life And Death Of Isaac Babel, 2005), trad. Marie-Pierre Bay
- Tarantino, Denoël, 2009 ((en) Raised by Wolves: The Turbulent Art and Times of Quentin Tarantino, 2006), trad. Cécile Nelson
- Marilyn : La Dernière Déesse, Gallimard, coll. « Découvertes Gallimard/Arts » no 517, 2007 ((en) Marilyn: The Last Goddess, 2008), trad. Geneviève Thomas
- Joe DiMaggio : portrait de l'artiste en joueur de baseball, Éditions du sous-sol, coll. « Feuilleton non-fiction », 2019 ((en) Joe DiMaggio: The Long Vigil, 2011), trad. Marc Chénetier

#### Autres documents
- Charyn le mystérieux, film de Christophe Derouet (1999), produit par La Huit et Sunday Morning, dans le cadre de la série Histoires courtes sur France 2.